# 10768 Sarutahiko
10768 Sarutahiko este o planetă minoră (asteroid) din centura de asteroizi. A fost descoperită pe 21 octombrie 1990 la Nihondaira Observatory⁠(d) de Takeshi Urata și a fost numită după Sarutahiko Ōkami⁠(d). 
Obiectul prezintă o orbită caracterizată de o semiaxă mare de 2,2066662 UAi, o excentricitate de 0,16, o înclinație de 4,43585 ° în raport cu ecliptica.